# Франклин-авеню / Ботанический сад (Нью-Йоркское метро)
Франклин-авеню / Ботанический сад (англ. Franklin Avenue — Botanic Garden) — один из пересадочных узлов Нью-Йоркского метро. Он является подземным и находится в Бруклине, в округе Краун-Хайтс, на пересечении Франклин-авеню и Истерн Паркуэй.
В пересадочный узел входят станции следующих линий:
- линия Истерн-Паркуэй, Ай-ар-ти,
- линия Франклин-авеню, Би-эм-ти.

На станциях пересадочного узла останавливаются маршруты:
- 2, 4, S (круглосуточно),
- 3 (круглосуточно, кроме ночи),
- 5 (в будни днём).

Пересадочный узел назван по располагающемуся в непосредственной близости Бруклинскому ботаническому саду. Бесплатный переход между станциями был открыт только в 1999 году, когда была открыта новая станция Botanic Garden на BMT Franklin Avenue Line. Существовавшая до этого с октября 1928 года наземная станция перехода не имела.

## Платформы линии Истерн-Паркуэй, Ай-ар-ти
|     |   |   |     |     |   |   |     |
| · л | · | · | · э | · э | · | · | · л |

|     |   |   |     |     |   |   |     |
| · л | · | · | · э | · э | · | · | · л |

«Франклин-авеню — Медгар-Эверс-колледж» (англ. Franklin Avenue-Medgar Evers College) — станция Нью-Йоркского метрополитена, расположенная на линии Истерн-Паркуэй, Ай-ар-ти.  На станции останавливаются маршруты: 2 (круглосуточно), 3 (круглосуточно, кроме ночи), 4 (круглосуточно) и 5 (в будни днём). Станция является южной конечной для маршрутов 2 (часть рейсов в часы пик в пиковом направлении) и 5 (часть рейсов в часы пик в пиковом направлении). Экспресс-пути используются маршрутами 4 (круглосуточно, кроме ночи) и 5 (в будни днём). Локальные пути используются маршрутами: 2 (круглосуточно), 3 (круглосуточно, кроме ночи) и 4 (ночью).
Станция представлена двумя островными платформами, расположенными на четырёхпутном участке линии. Колонны на станции окрашены в жёлтый цвет, на стенах имеются мозаики. Название станции представлено как на стенах, так и на колоннах в виде стандартных чёрных табличек с белой надписью. Платформы удлиняли с западного конца станции (в связи с увеличением количества вагонов в поезде), поэтому там стиль оформления отличается.
Главный выход со станции расположен в центральной её части. С каждой платформы лестницы ведут в мезонин над платформами: там располагается турникетный павильон и есть бесплатный переход между платформами. Из мезонина в город ведут четыре лестницы — ко всем углам перекрестка Франклин-авеню и Истерн Паркуэй. Переход на соседнюю станцию расположен на западном конце станции. С каждой платформы ведут лестницы в мезонин (где также есть переход между платформами), а оттуда тоннель ведет к восточной (в сторону Франклин-авеню) платформе. Там для перехода на соседнюю платформу есть специальный переход. Также там есть ещё один выход в город.
К востоку от станции северные локальный и экспресс-пути меняются местами и уходят глубже, под южные пути: таким образом локальный путь оказывается под локальным (южные), а экспресс-путь под экспресс-путём (северные). Затем от локальных путей каждого уровня ответвляется ещё по одному пути — они образуют двухпутную линию Ностранд-авеню, которая поворачивает на юг (маршруты 2 круглосуточно и 5 в будни днём). Сама линия Истерн-Паркуэй продолжается прямо как двухуровневая, где пути западного направления проходят ниже, чем пути восточного (маршруты: 2 часть рейсов в часы пик в пиковом направлении, 3 круглосуточно, кроме ночи, и 4 ночью).

## Платформы линии Франклин-авеню, Би-эм-ти
|   |   |   |   |
| · | · | · | · |

|   |   |   |   |
| · | · | · | · |

«Ботанический сад» (англ. Botanic Garden) — станция Нью-Йоркского метрополитена, расположенная на линии Франклин-авеню, Би-эм-ти.  На станции останавливается маршрут S (челнок Франклин-авеню, круглосуточно).

### История станции
До 1928 года существовала другая станция, расположенная в нескольких кварталах к югу и называвшаяся Consumers Park. В 1928 году её переименовали в Botanic Garden. Так как станция располагалась очень близко к Prospect Park, то она была закрыта. 
Была построена новая станция, ближе расположенная к ботаническому саду. Она была наземной и лишь небольшая южная часть уходила в тоннель под Истерн Паркуэй. За 70 лет (с 1928 по 1998 годы) станция сильно обветшала. Управляющая компания уже собиралась закрывать станцию вместе со всей веткой. Однако местная администрация убедила восстановить эту линию метрополитена.
Станция была всё же снесена и построена новая, которая полностью располагается в тоннеле под Истерн Паркуэй (платформы короткие — на два вагона, поэтому полностью там умещаются). Эта новая станция функционирует до сих пор, вместе с её открытием был построен переход на соседнюю станцию IRT Eastern Parkway Line.

### Устройство станции
Станция представлена двумя боковыми платформами, расположена в коротком тоннеле под Истерн Паркуэй: прямо с платформ видно, как пути выходят из тоннеля. Единственный выход станции расположен в центральной части станции. С каждой платформы лестницы ведут в мезонин над платформами: там располагается турникетный павильон и есть бесплатный переход между платформами. Из мезонина в город ведет одна лестница — на Истерн Паркуэй. С восточной платформы (на Franklin Avenue) есть переход на соседнюю станцию узла. К северу от станции линия становится однопутной — двухпутный перегон является разъездом для поездов. На линии регулярно работает два состава.

## Соседние станции
| Условные обозначения |
| для дней и часов работы маршрутов (более точно указано во всплывающих подсказках при этих обозначениях): |
| --- |
| круглосуточно круглосуточно, кроме ночи круглосуточно, кроме будней днём (либо часов пик) в пиковом направлении в будни днём (и, возможно, вечером) в будни круглосуточно в часы пик в будни днём (либо в часы пик) в пиковом направлении в будни днём (либо в часы пик) в направлении, обратном пиковому в выходные ночью ночью и в выходные (и, возможно, вечером) нет движения поездов |

| Предыдущая станция                                                                     | ЛинияНазвание станции                                                | Следующая станция                                                                                             |
| -------------------------------------------------------------------------------------- | -------------------------------------------------------------------- | --- |
| Атлантик-авеню — Барклайс-центр · (4 5) · Истерн-Паркуэй — Бруклинский музей · (2 3 4) | линия Истерн-Паркуэй, Ай-ар-ти Франклин-авеню — Медгар-Эверс-колледж | Краун-Хайтс — Ютика-авеню · (4 5) · Ностранд-авеню · (2 3 4) · Президент-стрит — Медгар-Эверс-колледж · (2 5) |
| Парк-Плейс · (S)                                                                       | линия Франклин-авеню, Би-эм-ти Ботанический сад                      | Проспект-парк · (S)                                                                                           |